# جون ويستوود
جون ويستوود (بالإنجليزية: John O. Westwood)‏ (و. 1805 – 1893 م) هو عالم حشرات، وعالم آثار، ورسام توضيحي من المملكة المتحدة . ولد في شفيلد . وكان عضواً في الجمعية الملكية .
توفي في أكسفورد، عن عمر يناهز 88 عاماً.

## التعليم
تعلم في جامعة أوكسفورد

## جوائز
حصل على جوائز منها:
- قلادة ملكية.